# Rotazione consonantica
Con il termine rotazione consonantica (Lautverschiebung) vengono indicati determinati fenomeni di mutamento fonetico che possono verificarsi nel corso dello sviluppo di una lingua. Le consonanti si trasformano così, secondo regole precise, in consonanti diverse.
Le rotazioni più importanti che si conoscono tra le lingue indoeuropee sono quelle che hanno investito la famiglia delle lingue germaniche (prima rotazione consonantica o erste Lautverschiebung), e l'alto tedesco tra le lingue germaniche (seconda rotazione consonantica o zweite Lautverschiebung). Per esempio il basso tedesco (Niederdeutsch o Plattdeutsch) e inglese water ha come esito in alto tedesco wasser; il basso tedesco eten si trasforma nell'alto tedesco essen.
Un'altra rotazione consonantica di portata simile tra le lingue indoeuropee ha investito la lingua armena (rotazione consonantica armena).

## Prima rotazione consonantica del germanico comune
La prima rotazione consonantica, o erste Lautverschiebung è conosciuta anche come "legge di Rask-Grimm";
coinvolge la serie di consonanti occlusive delle lingue germaniche in rapporto all'indoeuropeo comune. Essa sarebbe cominciata nel V secolo a.C. e si sarebbe conclusa fra il IV e il II secolo a.C.
Jacob Grimm, filologo tedesco, nella sua opera Deutsche Grammatik formulò la legge del mutamento fonico e l'evoluzione del sistema consonantico indoeuropeo nelle lingue germaniche.
La scoperta delle regole sulla prima mutazione consonantica ha contribuito a definire i principi del metodo storico comparativo, esaminando la pluralità di esiti consonantici e arrivando alla dimostrazione scientifica delle parentele genetiche tra le lingue.
La prima mutazione consonantica è:
- sistematica e ineccepibile;
- riguarda tutte le occlusive dell'indoeuropeo;
- predocumentaria;
- pangermanica;
- non accetta fenomeni di ritorno (cioè non esiste alcun fonema che faccia eccezione).

Probabilmente la prima mutazione consonantica è stata causata dal sostrato celtico, finnico o retico-etrusco. È predocumentaria e perciò non si possiedono scritti che ne siano esenti. 
L'unica cosa che può far supporre che la mutazione sia avvenuta verso il I secolo a.C. è la testimonianza (né certa né univoca) dei prestiti germanici passati in lingue storiche.
Jakob Grimm, analizzando la prima mutazione consonantica, prende spunto da Rasmus Christian Rask, applicando i suoi criteri e ordinando il “caos” del consonantismo delle lingue di matrice indoeuropea.
La sua legge riguardava tutte le occlusive del protoindoeuropeo.
Per prima cosa avviene, nel germanico comune, un'unione tra la serie palatale e quella velare, mentre le sorde aspirate coincidono con quelle semplici.
Le occlusive sorde indoeuropee diventano fricative sorde, quelle sonore diventano sorde e quelle sonore aspirate perdono l'aspirazione.

### Da occlusive sorde a fricative (o spiranti) sorde
- /p/ > /f/
- /t/ > /θ/ (pronunciato come <th> dell'inglese)
- /k/ > /x/ (come <ach> del tedesco)

Per cui:
- indoeuropeo *ph₂tḗr ‘padre’ > gotico fáðar; greco πατήρ patḕr, latino pater → alto tedesco Vater, basso tedesco Vadder, inglese father, danese far
- greco τρεῖς trēs, latino tres > gotico þreis → inglese three
- indoeuropeo *dekm̥ ‘dieci’ > greco δέκα dèka, latino decem (pron. /ˈdɛkɛm/) > gotico taihun, inglese ten → tedesco zehn[1]
- indoeuropeo *ḱerd- > latino cor (tema cord-), greco καρδία/κῆρ kardìa/kḕr→ tedesco Herz, basso tedesco Hart, inglese heart, islandese hjarta

### Da occlusive sonore a occlusive sorde
- /b/ → /p/
- /d/ → /t/
- /g/ → /k/

Per cui:
- latino labium → inglese lip
- latino decem → inglese ten, basso tedesco teihn, nederlandese tien /ti:n/, danese ti
- latino gula → alto tedesco Kehle

### Da occlusive sorde a fricative sorde intense se in posizione intervocalica e finale postvocalica
- /ph/ → /ff/
- /th/ → /ss/
- /kh/ → /xx/

### Ulteriori caratteristiche della prima rotazione consonantica
Esistono alcune sotto-regole che governano i cambiamenti della legge di Grimm, tra cui la legge di Verner sull'accento, per cui la rotazione consonantica prende il nome completo di legge di Grimm-Verner:
- le occlusive sorde non passano a fricative se precedute da /s/, /k/ e /f/

latino piscis (pronuncia /piskis/) → norreno fiskr, antico inglese fisc
- l'occlusiva dentale sorda /t/ non cambia se preceduta anche da /k/ e /p/

latino noctem → tedesco Nacht, inglese 'night'
- i prestiti posteriori alla rotazione naturalmente non la subiscono.

#### Legge di Verner
Il linguista danese Karl Verner formulò questa legge appurando delle condizioni particolari in cui la prima rotazione consonantica non s'attiva come dovrebbe.
Il mutamento descritto da Verner perfeziona la legge di Grimm e si realizza nei fonemi già trasformati in fricativi.
Riguarda il trattamento delle occlusive sorde per le quali, accanto alla mutazione in fricativa sorda, è attestato anche il passaggio in fricativa o occlusiva sonora.
La legge è stata formulata in modo da mettere in evidenza che alla sonorizzazione della sorda interna concorrono sia la sonorità dell'ambiente circostante sia l'atonia della sillaba precedente il fonema. Ciò è legato alla cronologia delle innovazioni del germanico comune: al momento della realizzazione della legge di Verner non s'era ancora conclusa l'innovazione riguardante l'accento protosillabico germanico.
Le occlusive sorde dell'indoeuropeo, in contesto sonoro (a meno che non siano precedute dall'accento indoeuropeo) e quando sono precedute dalla fricativa alveolare sorda /s/, la fricativa labiodentale sorda /f/ e la fricativa velare sorda /x/, non passano a fricative sorde ma a fricative sonore ed eventualmente a occlusive sonore. Il cambiamento che subivano era:
- /p/ → /β/ → (/b/)
- /t/ → /ð/ → (/d/)
- /k/ → /ɣ/ → (/g/)

Questo fenomeno è una sorta d'indebolimento delle occlusive sorde, riflesso dalla posizione dell'accento originario. Il cambiamento dev'essere avvenuto prima della I rotazione consonantica in modo da sottrarre le occlusive sorde al processo che le avrebbe portate a esser fricative. Oppure, cosa molto più probabile i due fenomeni, relativi alla prima mutazione consonantica e alla Legge di Verner potrebbero essersi svolti in contemporanea, portando alla formazione di allofoni (fricative sorde e sonore) a seconda della posizione dell'accento, che solo in un secondo momento si sarebbero trasformati in fonemi.
Si avranno, quindi, in sequenza:
- legge di Grimm
- legge di Verner
- accento protosillabico

#### Alternanza grammaticale
Grimm si accorse che alcuni esempi non trovavano riscontro nella prima mutazione, così parlò di alternanza grammaticale e la spiegazione è fornita da Verner.
“Alternanza grammaticale” è una definizione di Grimm: si accorse che alcuni esempi non trovavano una perfetta identificazione con la prima mutazione consonantica e parlò, perciò, di alternanza grammaticale, senza però fornirne una spiegazione.
Verner, al contrario, prima si rese conto del fenomeno dell'alternanza, mentre solo in seguito capì la mutazione.
Per riuscire a capire l'alternanza grammaticale, bisogna dire che nei verbi forti la coniugazione è in qualche modo definita da 4 diverse forme paradigmatiche, che definiscono la fisionomia di un verbo forte (apofonico):
- infinito (e forme derivate dal presente)
- preterito singolare (1ª e 3ª persona singolare)
- preterito plurale
- participio preterito

Se il verbo ha una radice terminante in sorda, le prime due forme presentano un esito in sorda, le altre due in sonora.
Grimm intuì solamente che questa diversità si legava in qualche modo alla morfologia. Verner, sapendo che il preterito dei verbi forti germanici è uguale al perfetto indoeuropeo, confronta i verbi germanici con i loro corrispondenti in altre lingue indoeuropee (in particolare sanscrito e greco).
Il mutamento di Grimm si ferma nelle voci paradigmatiche accentate in radice (cioè con accento protosillabico), in quelle con suffisso tonico si determina la sonorizzazione (legge di Verner).
- wért-o, 1ª persona presente indicativo (“diventare”), latino verto (“volgo”). La radice termina in sorda, la <t> è in posizione interna, intersonantica ma è in posizione post-tonica, perciò subirà solo la legge di Grimm: *t > *t (thorn)
- (we-) wòrta, → *t > *t (thorn)
- (we-) wrt-amé, → *t > ð
- wrt-o-nòs, →	*t > ð

### Modalità e cronologia della rotazione
La prima rotazione consonantica (erste Lautverschiebung), che investì tutte le lingue germaniche, dev'essere cominciata quando esse costituivano solo dialetti di un'unica lingua, il proto-germanico.
Essa viene datata in un periodo compreso fra il V secolo a.C. e il IV e il II secolo a.C. Il luogo dove cominciò non è chiaro, come non è chiara la sede dei primi Germani (probabilmente i territori sul mar Baltico, lo Jutland e la Scandinavia). Secondo le ipotesi più accreditate sarebbe avvenuta nella Germania settentrionale o in Danimarca. Antiche iscrizioni runiche del II-IV secolo d.C. mostrano ancora comunanze linguistiche fra i Germani settentrionali e i Germani occidentali.
La rotazione come descritta sopra non può tuttavia essere avvenuta contemporaneamente, altrimenti si sarebbe avuto come risultato finale solo fricative sorde. Quindi, probabilmente, il primo mutamento sarebbe stato il passaggio occlusive sonore aspirate → occlusive sonore; solamente in seguito, per evitare omofonie, si sarebbero attivati gli altri mutamenti. L'innesco della rotazione con molta probabilità deriverebbe sempre dall'accento, un forte accento di intensità che avrebbe costretto le aspirate a ruotare.

## Seconda rotazione consonantica dell'alto-tedesco
Anche la cosiddetta seconda rotazione consonantica (zweite Lautverschiebung) fu identificata da Jakob Grimm. Essa investe esclusivamente i dialetti alto-tedeschi, così chiamati perché parlati nella zona montuosa nel sud della Germania, e cioè in Germania meridionale, Svizzera e Austria. Grimm la identificò con questo nome, ma in realtà non si tratta di una vera e propria "rotazione" incondizionata: è in gran parte una trasformazione di fonemi occlusivi sordi condizionata dalla loro posizione all'interno della parola: posizione iniziale, o finale dopo consonante; posizione intervocalica, o finale dopo vocale; posizione interna quando in protogermanico la consonante era rappresentata da un fonema rafforzato (raddoppiato).
Come "rotazione" è meno sistematica della prima, poiché non coinvolge tutti i fonemi né tutte le parole del tedesco standard. Nonostante infatti questa lingua si basi sul dialetto meridionale bavarese non tutte le parole risentono di questo cambiamento. Esempio:
inglese apple (mela) → tedesco standard Apfel, ha subito la rotazione
inglese give (dare) → tedesco standard geben /ˈge:bən/, non ha subito la rotazione (esiste nei dialetti meridionali il verbo kepan (dare) in cui la rotazione ha avuto pieno effetto)
La seconda rotazione muta le consonanti occlusive sorde in affricate o fricative sorde raddoppiate (che in certi casi si semplificano) e le occlusive sonore in occlusive sorde. Meno sistematicamente le fricative sorde diventano occlusive sonore e le fricative sonore nate per la legge di Verner diventano occlusive sorde.

### Da occlusive sonore a sorde
- /b/ → /p/
- /d/ → /t/
- /g/ → /k/ (molto attestato nel tedesco superiore)

per cui:
- inglese blare, olandese bleren, basso tedesco blarren → tedesco plärren ‘squillare (di tromba); strombazzare (di clacson)’
- ingl./b. ted. deep, oland. diep → ted. tief ‘profondo’ (da notare anche il passaggio p → f)
- ingl. do, oland. doen, b. ted. doon → ted. tun ‘fare’
- ingl. dish ‘piatto’ (dal latino discus ‘disco’), oland. dis, b. ted. Disch → ted. Tisch ‘tavolo’
- ingl. dead, oland. dood → ted. tot ‘morto’
- ingl. good, oland. goed, ted. gut ‘bene/buono’
- ingl. devil, oland. duivel, ted. Teufel ‘diavolo’
- ingl. to ride, oland. rijden → ted. reiten ‘andare a cavallo, cavalcare’
- ingl. to drink, oland. drinken → ted. trinken ‘bere’
- ingl. day, oland. dag → ted. Tag ‘giorno’
- ingl. bridge, oland. brug, b. ted. Brügg → ted. Brücke ‘ponte’

### Da occlusive sorde a affricate/fricative sorde
- /p/ → /p͡f/-, -/f/-, -/f/
- /t/ → /t͡s/-, -/s/-, -/s/
- /k/ → /χ/

per cui:
- inglese pepper, olandese peper, basso tedesco Peper → tedesco Pfeffer ‘pepe’
- inglese drop, oland. drop → tedesco Tropfen ‘goccia’ (da notare anche il passaggio d → t)
- inglese pan, oland. pan → tedesco Pfanne ‘padella’
- ingl. up, oland. op  → ted. auf ‘su’
- ingl./b. ted. deep, oland. diep → ted. tief ‘profondo’ (da notare anche il passaggio d → t)
- ingl. to grip, oland. grijpen → ted. greifen ‘afferrare’
- ingl. step, oland. stap → ted. Stufe ‘gradino’
- ingl. to help, oland. helpen → ted. helfen ‘aiutare’
- ingl. to loop ‘moversi in cerchio’, oland. lopen ‘camminare, correre’ → ted. laufen ‘camminare, correre’
- ingl. weapon, oland. wapen  → ted. Waffe ‘arma’
- ingl. ten, oland. tien, b. ted. taihn → ted. zehn ‘dieci’
- ingl. to, oland. te → ted. zu ‘verso’
- ingl. tick, oland. teek → ted. Zecke ‘zecca (insetto)’
- ingl. two, oland. twee → ted. zwei ‘due’
- ingl. twelve, oland. twaalf → ted. zwölf ‘dodici’
- ingl. twenty, oland. twintig → ted. zwanzig ‘venti (numero)’
- ingl. to tell, oland. tellen → ted. zählen ‘contare’
- ingl. sit, oland. zitten → ted. sitzen ‘stare seduto’
- ingl. mint ‘zecca (del denaro)’, oland. munt ‘zecca (del denaro)’ → ted. Münze ‘zecca (del denaro)’ e ‘moneta’
- ingl. it, oland. het → ted. es ‘esso’ (pron. neutro sing.)
- ingl. foot, oland. voet  → ted. Fuß ‘piede’
- ingl. eat, oland./b. ted. eten → ted. essen ‘mangiare’
- ingl. to must, oland. moeten → ted. müssen ‘dovere’
- ingl. to let, oland. laten → ted. lassen ‘lasciare’
- ingl. better, oland. beter, → ted. besser ‘meglio/migliore’
- ing. to shot, oland. schieten → ted. schießen ‘sparare’
- ing. out, oland. uit → ted. aus ‘da’
- ingl. to forget, oland. vergeten → ted. vergessen ‘dimenticare’
- ingl. water, oland. water → ted. Wasser ‘acqua’
- ingl. to make, oland./b. ted. maken → ted. machen ‘fare’
- ingl. to seek, oland. zoeken  → ted. suchen ‘cercare’
- ingl. to break, oland. breken  → ted. brechen ‘rompere’
- ingl. deck, oland. dek  → ted. Dach ‘tetto’
- ingl. speak, oland. spreken  → ted. sprechen ‘parlare’

### Da spirante interdentale sorda ad occlusiva sonora
- /θ/ → /d/

per cui:
- ingl. the → tedesco der/die/das «il/la» (m./f./n.)
- ingl. this → tedesco dieser/diese/dieses «questo/questa» (m./f./n.)
- ingl. that → tedesco der/die/das «quello/quella» (m./f./n.) (da notare anche il passaggio t → s nel neutro)
- ingl. that → tedesco dass «che (cong.)» (da notare anche il passaggio t → s)
- ingl. think → tedesco denken «pensare»
- ingl. three → ted. drei «tre»
- ingl. thief → ted. Dieb «ladro»
- ing. path → ted. Pfad «sentiero» (da notare anche il passaggio p → pf)
- ingl. to bath → ted. baden «fare il bagno»
- ingl. death → ted. Tod «morte» (da notare anche il passaggio d → t)
- ingl. both → ted. beide «entrambi»

Da notare che questo tratto è l'unico ad aver influenzato anche il basso tedesco e il nederlandese:
- ingl. the → nederl. de «il/la» (solo maschile e femminile)
- ingl. this → nederl. deze/dit «questo» (comune/neutro)
- ingl. that → nederl. die/dat «quello» (comune/neutro)
- ingl. that → nederl. dat «che (cong.)»
- ingl. think → b. ted., nederl. denken «pensare»
- ingl. three → b. ted. drei, dree, nederl. drie «tre»
- ingl. thousend → nederl. duizend «mille»
- ingl. death → nederl. dood «morte»
- ingl. both → nederl. beide «entrambi»

### Cronologia della seconda rotazione
La seconda rotazione dev'essere avvenuta non prima del V secolo d.C., ed esclusivamente nella Germania meridionale, Svizzera e Austria (vedi sopra). La data del mutamento è testimoniata dai prestiti latini entrati nel tedesco. Pochi sono entrati prima della mutazione e l'hanno subita, molti invece sono entrati dopo e in tal modo si può stimare una data per il cambiamento. Paradigmatico è il caso della parola latina palatium (palazzo). Questa parola è entrata nell'altotedesco due volte, una prima e una dopo la rotazione:
- da palatium viene il nome Palatinato, una zona della Germania meridionale, il cui nome tedesco è Pfalz, in cui si vede l'azione della rotazione
- il termine palatium entra in seguito direttamente nell'altotedesco per designare l'edificio, e non subisce la rotazione → Palast

## Rotazione consonantica armena
Il consonantismo armeno si dimostra profondamente innovativo all'interno del sistema delle occlusive rispetto all'indoeuropeo comune. La rotazione consonantica armena sconvolge radicalmente tutto l'apparato delle occlusive in maniera simile alle rotazioni consonantiche germaniche, ma presentando notevoli differenze, tra cui le consonanti risultanti, diverse da quelle germaniche e di diverso tipo.

### Occlusive sorde
- /p/ → /h-/ o /∅-/; /-w-, -v-/
- /t/ → /t'-/ (e dopo *-aw-, -ow-); /-d/ (dopo consonanti nasali e liquide); /-∅-/; /-w-/ davanti ad /o/
- /k/ → /k'/; /-g/ (dopo nasali e liquide)
- /k'/ → /s/
- /kʷ/ → /k'-/; /-g/ (dopo nasali e liquide); /-č'-/ (davanti -e, -i)

Per cui:
- latino pater, greco antico πατήρ ↔ armeno hayr (padre), o greco antico ποῦς ↔ armeno otn (piede); greco antico ἐπί, vedico ápi ↔ armeno ew (e, anche)
- greco antico ἀρτύς ↔ armeno ard (ordine)
- greco antico ἀκίς ↔ armeno asełn (ago)
- latino arceo, greco antico ἀρκέω ↔ armeno argel (impedimento)
- indoeuropeo *kʷetores → proto-armeno *č´eyork´ → armeno č´ork´ (quattro)

### Occlusive sonore
- /b/ → /p/
- /d/ → /t/
- /g/ → /c/ (/t/)
- /g'/ → /k/
- /gʷ/ → /k/

Per cui:
- greco antico δῶρον → armeno tur (dono)
- latino ago, greco antico ἄγω → armeno acem (conduco)
- latino grus → armeno krunk (gru)

### Occlusive sonore aspirate
- /bʰ/ → /b-/; /-w-, -v-/
- /dʰ/ → /d-/
- /gʰ/ → /j-/; /-z-/
- /g'ʰ/ → /g-/
- /gʷʰ/ → /g-/; /j-/ (davanti ad -e, -i); /-ʒ-/

Per cui
- vedico bhárāmi, greco antico φέρω ↔ armeno berem [(io) porto]
- greco antico θύρα ↔ armeno durn (porta)
- greco antico χιών ↔ armeno jiwn (neve); greco antico λείχω ↔ armeno lizem
- indoeuropeo *gʷon- ↔ armeno gan

La rotazione qui descritta riguarda l’armeno classico e tuttora la pronuncia orientale, quella adottata nella Repubblica di Armenia. L'armeno occidentale ha a sua volta nuovamente modificato la situazione invertendo le occlusive sorde e sonore.